# NK Rog Roško Polje
NK Rog je bivši bosanskohercegovački nogometni klub iz Roškog Polja kod Tomislavgrada.

## Povijest
Klub je osnovan prije 1998. godine. Početkom 2000-ih igrali su u 1. ŽNL Hercegbosanske županije.